# بابا ماما باي باي
بابا ماما باي باي (باليابانية: パパママバイバイ، بالروماجي: Papa mama bai bai) (بالإنجليزية: Papa Mama Bye-Bye)‏ هو فيلم أنمي ياباني مقتبس من رواية تحمل نفس الاسم. وفازت بجائزة تحطم إف-4 يوكوهاما في عام 1977 ‏. الفيلم من إخراج سيجي أريهارا، ومن إنتاج استوديو موشي برودكشن عرض في 8 يوليو عام 1984، وبلغت مدتة 90 دقيقة.

## القصة
تدور أحداث القصة عن كاوري هي فتاة مراهقة ترتدي سروالًا قصيرًا، تعيش
بجوار الأخوين كو وياسو. في أحد الأيام بينما كانت كاوري عادة من المدرسة، تتحطم طائرة أمريكية بالقرب من الحي الذي يسكنه كو وياسو. في منطقة يوكوهاما والطائرة من طراز إف-4 في عام 1977. قصة الفيلم مقتبسة من حادثة الحقيقية "لتحطم طائرة إف-4 عام 1977 في اليابان" .

## الأداء الصوتي
| الشخصية      | الأداء الصوتي  |
| ------------ | -------------- |
| كاوري - تشان | مينا توميناغا  |
| ياسوي        | تورو فورويا    |
| ياسو         | هيديو ناغي     |
| يو - كون     | يوكو ميتا      |
| الجدة        | تاكيو ناكانيشي |
| الوالد       | تاكيشي آونو    |
| الوالدة      | توميكو سوزوكي  |
| الخال        | كانيتو شيوزوا  |

## = مراجع
1. ↑  "Papa Mama Bye-bye (movie)". شبكة أخبار الأنمي (بالإنجليزية). Archived from the original on 2024-12-24.

## وصلات خارجية
- الموقع الرسمي باللغة اليابانية
- بابا ماما باي باي على موقع IMDb (الإنجليزية)
- بابا ماما باي باي على موقع قاعدة بيانات الفيلم (الإنجليزية)
- بابا ماما باي باي على موقع ليتربوكسد (الإنجليزية)
- بابا ماما باي باي على موقع ANN manga (الإنجليزية)